# U Like This (Megamix)
U Like This (Megamix) – piosenka złożona z remiksów dance wielu piosenek Mariah Carey. Remiksy użyte w megamixie są największymi hitami dance w karierze Carey. Zostały one połączone w całość i wyprodukowane przez Carey i Davida Moralesa. W klubach pojawił się w 2004 roku i osiągnął 34. miejsce na Hot Dance Music/Club Play. Jako remiks, który nie znajduje się na albumie The Remixes, singel był bardzo rzadko spotykany w sklepach muzycznych i trudno dostępny.

## Lista utworów
1. "U Like This (Megamix)" – 8:48

## Piosenki użyte w megamixie
| Piosenki                              | rok produkcji | Album     |
| ------------------------------------- | ------------- | --------- |
| "Honey (Classic Mix)"                 | 1997          | Butterfly |
| "Dremlover (Def Club Mix)"            | 1993          | Music Box |
| "Fantasy (Def Club Mix)"              | 1995          | Daydream  |
| "My All (Morales "My" Club Mix)"      | 1998          | Butterfly |
| "Always Be My Baby (Always Club Mix)" | 1996          | Daydream  |

## Pozycje na listach przebojów
| Lista (2003)                             | Najwyższa pozycja |
| ---------------------------------------- | ----------------- |
| U.S. Billboard Hot Dance Music/Club Play | 38                |